# Hiroko Kawamichi
Hiroko Kawamichi, née à Kyoto, est une musicienne, chanteuse soprano et enseignante vaudoise d'origine japonaise.

## Biographie

### Enfance et formation
Hiroko Kawamichi est née le 8 janvier 1953 à Osaka.
Elle étudie le chant à Tokyo, où elle obtient un diplôme d'enseignement du chant à l'Université de musique Tōhō Gakuen et l'opéra-studio Nikikai
Arrivée en Suisse en 1978, elle entre au Conservatoire de Lausanne. Elle est dans la classe de chant de Juliette Bise.

### Carrière
Elle est récompensée par le premier prix de virtuosité avec les félicitations du jury en 1980.
Hiroko Kawamichi interprète son premier rôle, Suzanne, en 1981, dans Les Noces de Figaro de Mozart.
Par la suite, elle enchaîne les rôles : Despina dans Cosi fan tutte, Norina dans Don Pasquale, Adina dans L'elisir d'amore ou encore Mimi dans La Bohème, Eurydice dans Orphée aux Enfers d’Offenbach, Mi dans Le Pays du sourire.

## Discographie
Sa discographie compte dix albums, tous enregistrés entre 1989 et 2007.
- Gustavo Murillo, Latino America – Gustavo Murillo, guitare ; Hiroko Kawamichi, soprano (1989, Gallo (en) CD-579) (OCLC 715410974)
- Gounod, Mireille – Danielle Borst (Mireille]) ; Hiroko Kawamichi (Vincenette) ; Bernadette Antoine (Taven) ; Chœur du TML Opéra Lausanne ; Chœur d'Enfants d'Épalinges ; Orchestre des Rencontres Musicales Lausanne, dir. Cyril Diederich (novembre 1994, 2 CD Cascavelle VEL 1048) (OCLC 191927623)
- Rui dos Reis, Le sermon de Gaia : Cantate Meditatio XXI – dir. Jean-Christophe Aubert ; Hiroko Kawamichi, soprano ; Jean-Christophe Geiser, orgue ; Rui dos Reis, orgue ; Alexandre Cellier, claviers ; Chœur universitaire de Lausanne (Concert, Cathédrale de Lausanne, 25 avril 2007, Gallo CD11867) (OCLC 997435440)